# Brenda Song
Brenda Song (* 27. března 1988 Carmichael, Kalifornie) je americká modelka, tanečnice, herečka a zpěvačka, přítelkyně Macaulay Culkina.

## Dětství a původ
Brenda se narodila ve městě kalifornském městě Carmichael, které je předměstím Sacramenta. Její otec byl hmongského původu a její matka byla z Thajska. Její prarodiče se jmenovali příjmením Xiong, ale změnili si ho na Song, když emigrovali do Spojených států. Oba její rodiče se narodili v Asii, ale potkali se až v dospělosti v Sacramentu. Její otec je učitelem a její matka je ženou v domácnosti. Má dva mladší bratry Timmyho a Nathana.
Když bylo Brandě 6 let, odstěhovala se s matkou do Los Angeles, kvůli její začínající herecké kariéře. Zbytek rodiny je následoval až po dvou letech. Brenda chtěla být jako malá baletkou a její bratr chtěl být bojovníkem taekwondo.

## Kariéra
Na počátku si zahrála v několika epizodách v různých filmech. Stala se pak známou hlavně díky ztvárnění hlavních rolí z produkce televizních kanálů Disney Channel, například Wendy Wu: Homecoming Warrior, a také Sladký život Zacka a Codyho, Sladký život na moři. Kromě toho také hrála v televizních seriálech, mimo jiné např. Sedmé nebe, The Ultimate Christmas Present a dalších.

## Osobní život
V letech 2011 až 2017 tvořila pár s americkým muzikantem Tracem Cyrusem, starším bratrem zpěvaček Miley Cyrus a Noah Cyrus. V roce 2017 navázala partnerský vztah s hercem Macaulay Culkinem. V dubnu 2021 se jim narodil syn Dakota Song Culkin, který je pojmenován po Macaulyho tragicky zesnulé sestře. V prosinci 2022 se páru narodil druhý syn Carson.

## Filmografie

### Film
| Rok  | Název                        | Role               | Poznámky |
| ---- | ---------------------------- | ------------------ | --- |
| 1995 | Requiem                      | mladá Fongová      | |
| 1996 | Svalnatý Santa Claus         | Susan              | |
| 1997 | Nechte to na Beaverovi       | Susan Acustis      | |
| 1999 | The White Fox                | Sandy              | krátkometrážní film |
| 2002 | Jako Mike                    | Reg Stevens        | |
| 2006 | Vánoce v ohrožení            | Treat (hlas)       | |
| 2008 | College Road Trip            | Nancy              | |
| 2009 | Boogie Town                  | Natalie            | |
| 2010 | The Social Network           | Christy Lee        | Hollywood Film Awards v kategorii nejlepší obsazení Mezinárodní filmový festival v Palm Springs – Ocenění v kategorii nejlepší obsazení Phoenix Film Critics Society Awards v kategorii nejlepší obsazení nominace – Central Ohio Film Critics Association Awards v kategorii nejlepší obsazení nominace – Gold Derby Awards v kategorii nejlepší obsazení nominace – San Diego Film Critics Society Awards v kategorii nejlepší obsazení nominace – Washington D.C. Area Film Critics Association Awards v kategorii nejlepší obsazení |
| 2010 | Little Sister                | vypravěčka         | |
| 2011 | The Little Engine That Could | pasažérka ve vlaku | |
| 2011 | Pixie Hollow Games           | Chloe (hlas)       | |
| 2012 | First Kiss                   | Samantha           | krátkometrážní film |
| 2017 | Angry Angel                  | Allison Pyke       | |
| 2019 | Tajná posedlost              | Jennifer Williams  | |
| 2019 | Changeland                   | Pen                | |
| 2022 | Náhodná láska                | Alexa              | |

### Televize
| Rok        | Název                                 | Role                    | Poznámky |
| ---------- | ------------------------------------- | ----------------------- | --- |
| 1994–95    | Thunder Alley                         | Kathy                   | 2 díly |
| 1995       | Fudge                                 | Jenny                   | 2 díly |
| 1999       | Druhá šance                           | Chrissy                 | díl: „There Be Dragons“ |
| 1999       | MADtv                                 | Kolednice               | díl: „Halloween Special Edition“ |
| 1999       | Popular                               | Mandy Shepherd          | díl: „Fall on Your Knees“ |
| 2000–02    | 100 Deeds for Eddie McDowd            | Sariffa Chung           | hlavní role, 19 dílů |
| 2000       | Double Dare 2000                      | Samu sebe               | díl: „100 Deeds for Eddie McDowd vs The Amanda Show“ |
| 2000       | Sedmé nebe                            | Cynthia                 | díl: „Love Stinks“ |
| 2000       | The Brothers García                   | Jenny                   | díl: „Love Me Tender“ |
| 2000       | Nejlepší vánoční dárek                | Samantha Kwan           | TV film Young Artist Awards v kategorii nejlepší ženský herecký výkon ve vedlejší roli – TV film (komedie)                                                                         |
| 2001       | Noční můry                            | Tessa                   | díl: „Dear Diary, I'm Dead“ |
| 2001       | Bette                                 | Stacey                  | díl: „The Invisible Mom“ |
| 2001       | Pohotovost                            | Lynda An                | díl: „Fear of Commitment“ |
| 2001       | Soudkyně Amy                          | Vanessa Pran            | díl: „Darkness for Light“ |
| 2002       | The Bernie Mac Show                   | Shannon                 | díl: „The King and I“ nominace – Young Artist Awards v kategorii nejlepší ženský herecký výkon v hostující roli – televize (komedie)                                               |
| 2002       | George Lopez                          | Jennifer                | díl: „Token of Unappreciation“ |
| 2002       | Najděte stopu                         | Jennifer                | TV film |
| 2002       | For the People                        | Ellie                   | díl: „The Double Standard“ |
| 2003       | That's So Raven                       | Amber                   | díl: „A Dog by Any Other Name“ |
| 2003       | One on One                            | Asanti                  | díl: „Keeping It“ |
| 2004–05    | Phil of the Future                    | Tia                     | vedlejší role (1. řada), 8 dílů |
| 2004       | Bez mobilu ani ránu                   | Natasha Kwon-Schwartz   | TV film |
| 2004       | Costume Party Capers: The Incredibles | Alex (hlas)             | TV film |
| 2005–08    | Sladký život Zacka a Codyho           | London Tipton           | hlavní role, 87 dílů Young Hollywood Awards v kategorii nejlepší příklad a superstar zítřka nominace – Kids' Choice Awards (Austrálie) v kategorii nejoblíbenější televizní hvězda |
| 2006       | Americký Drak: Jake Long              | Tracey (hlas)           | díl: „Bring It On“ |
| 2006       | Wendy Wu: Bojovnice proti zlu         | Wendy Wu                | TV film, také producentka |
| 2006–08    | Disney Channel Games                  | Samu sebe               | TV speciál, 3 díly |
| 2007       | Vladařova nová škola                  | Tančící královna (hlas) | díl: „The Emperor's New Tuber/Room for Improvement“ |
| 2007–08    | Pass the Plate                        | Samu sebe/moderátorka   | |
| 2008       | Vánoce v New Yorku                    | Paige                   | TV film |
| 2008       | Speciální zásilka                     | Alice Cantwell          | TV film |
| 2008–11    | Sladký život na moři                  | London Tipton           | hlavní role, 71 dílů nominace – Kids' Choice Awards v kategorii nejlepší kamarádka                                                                                                 |
| 2009       | Phineas a Ferb                        | Wendy (hlas)            | díl: „Unfair Science Fair“ |
| 2009       | Kouzelníci z Waverly                  | London Tipton           | díl: „Cast-Away (to Another Show)“ |
| 2009       | Hannah Montana                        | London Tipton           | díl: „Super(stitious) GIrl“ |
| 2011       | The Suite Life Movie                  | London Tipton           | TV film |
| 2011       | My Dog's Christmas Miracle            | Skořice (hlas)          | TV film |
| 2012       | Key & Peele                           | Purple Falcon           | díl: „Power Falcons“ |
| 2012       | Table for Three                       | Cricket                 | TV film |
| 2012–13    | Skandál                               | Alissa                  | vedlejší role (1–2. řada), 4 díly |
| 2013       | Nová holka                            | Daisy                   | vedlejší role (2. řada), 4 díly |
| 2013–14    | Dads                                  | Veronica                | hlavní role |
| 2014, 2018 | Robot Chicken                         | Různé hlasy             | 2 díly |
| 2014       | Liga snů                              | Rosette                 | díl: „The Hot Tub“ |
| 2015       | Miles from Tomorrowland               | Frida (hlas)            | vedlejší role (1. řada) |
| 2015       | Rodinka na kousky                     | Bonnie                  | Episode: "Bite Flight Wing-Man Bonnie" |
| 2016–17    | Pure Genius                           | Angie Cheng             | hlavní role |
| 2017       | Superstore                            | Kristen                 | 2 díly |
| 2017       | Angry Angel                           | Pyke                    | TV film |
| 2018       | Station 19                            | JJ                      | vedlejší role, 5 dílů |
| 2019–2022  | Anna mezi obojživelníky               | Anne Boonchuy (hlas)    | hlavní role |
| 2019–2022  | Dollface                              | Madison Maxwell         | |
| 2023–      | Modrooký samuraj                      | princezna Akemi (hlas)  | hlavní role |

### Internet
| Rok     | Název                                          | Role          | Poznámky |
| ------- | ---------------------------------------------- | ------------- | -------- |
| 2007–11 | London Tipton's Yay Me! Starring London Tipton | London Tipton |          |